# Petasisova reakce
Petasisova reakce (také nazývaná Petasisova-Mannichova reakce boronových kyselin, zkráceně PBM) je vícesložková reakce aminu, karbonylové sloučeniny a vinyl- nebo arylboronové kyseliny za vzniku substituovaných aminů.
Objevil ji v roce 1993 Nicos Petasis jako metodu syntézy geometricky čistého fungicidu naftifinu. Při Petasisově reakci slouží vinylová skupina boronové kyseliny jako nukleofil. Ve srovnání s ostatními způsoby přípravy allylaminů Petasisova reakce umožňuje použití většího počtu různých aminů a boronových kyselin jako výchozích látek, navíc nevyžaduje bezvodé nebo inertní prostředí. Je vhodná na přípravu α-aminokyselin, využívá se v kombinatorní chemii a při vývoji léčiv.

## Mechanismus
Mechanismus Petasisovy reakce není zcela jasný, neví se, který meziprodukt slouží jako elektrofil. Petasis předpokládal, že při reakci se vytváří komplexní rovnováha mezi třemi výchozími látkami a řadou různých meziproduktů, přičemž konečný produkt vzniká nevratnou tvorbou vazby C-C, která určuje rychlost reakce. Kondenzací aminu 1 s karbonylovou sloučeninou 2 se vytváří poloaminal 4, který je v rovnováze s iminiovým iontem 3 a aminalem 5. Boronová kyselina 6 reaguje s poloaminalem na meziprodukt 7 a aminalem na 8, čímž se znovu vytvoří elektrofilní iminiový ion 3, v tomto případě společně s nukleofilním boronátem. Nejsou žádné důkazy, že by boronová kyselina reagovala přímo s iminiem: Kromě nutnosti použití kyseliny k tvorbě dostatečného množství iminiových solí bylo také zjištěno, že vinylboronové kyseliny nereagují dobře s předem vytvořenými iminiovými solemi (jako je Eschenmoserova sůl). Následuje nevratná tvorba vazby C-C bond migrací mezi 3 a 3', čímž za odštěpení boronové kyseliny vznikne konečný produkt 9. Ke konečnému produktu vedou všechny meziprodukty, protože reakce 3 a 3' je nevratná, čímž se rovnováha celého systému posouvá směrem k produktu.
Ke zkoumání mechanismu Petasisovy reakce byly provedeny studie založené na teorii funkcionálu hustoty. Pomocí reakce kyseliny glyoxalové, dimethylaminu a kyseliny fenylboronové bylo zjištěno, že migrace substituentu boronové kyseliny (zde fenylu) „átového komplexu“ A je doprovázena energetickou bariérou okolo 40 kJ/mol a vznikem pětičlenného přechodného stavu B.
T. K. Hansen se spolupracovníky potvrdil tvorbu kvartérních boronových solí během reakce, zjistil, že za nepřítomnosti aminu dochází po přidání kyseliny glyoxalové do roztoku kyseliny fenylboronové k přesunu 11B, což je pravděpodobně způsobeno vznikem na elektrony bohatých boronátů.

## Provedení
Petasisova reakce probíhá za mírných podmínek, bez použití silných kyselin či zásad nebo kovů. Amin se smíchá s karbonylovým substrátem, za použití dioxanu nebo toluenu jako rozpouštědla, a reakce se nechá běžet 10 minut při 90 °C. Následně se k reakční směsi přidá boronová kyselina a po dalších 30 minutách při 90 °C nebo několika hodinách za 25 °C se vytvoří konečný produkt. Při syntéze α-aminokyselin se α-ketokyselina, jako je například kyselina glyoxalová nebo pyrohroznová, v ethanolu, toluenu nebo dichlormethanu smíchá s aminem a vinylboronovou kyselinou při 25 až 50 °C a reakce trvá 12 až 48 h, přičemž se vytvoří příslušná β,γ-nenasycená sloučenina.
Jednou z nejpřitažlivějších vlastností Petasisovy reakce je použití boronových kyselin jako zdrojů nukleofilů. Na rozdíl od většiny vinylových sloučenin jsou vinylboronové kyseliny stabilní vůči vzduchu a vodě a mohou být odstraněny jednoduchou extrakcí. Mnoho derivátů boronových kyselin je snadných na přípravu a díky objevu Suzukiovy reakce je mnoho z nich komerčně dostupných. Boronové kyseliny lze získat hydroborací koncových alkynů katecholboranem.
Byly popsány i jiné způsoby syntézy organoboronových kyselin.

## Rozsah a využití
Do Petasisovy reakce lze zapojit mnoho různých funkčních skupin, jako jsou například alkoholy, karboxylové kyseliny a aminy. K substrátům použitelným za daných reakčních podmínek patří vinylboronátové a arylboronátové estery a draselné organotrifluorboritany.
Místo sekundárních aminů lze také použít řadu podobných sloučenin, jako jsou aromatické aminy, hydraziny, hydroxylaminy, sulfonamidy a indoly.

### Syntéza allylaminů
Petasis navrhl, že vinylboronové kyseliny mohou reagovat s adukty sekundárních aminů a paraformaldehydu za vzniku terciárních allylaminů. Geometrie dvojné vazby boronové kyseliny zůstává u produktu plně zachována. Následující reakce má výtěžnost 96 %:
Tato reakce byla použita k přípravě povrchového antimykotika naftifinu, v jednom kroku s 82% výtěžností. Jinými sloučeninami s podobnou strukturou jsou terbinafin a NB598.

### Syntéza aminokyselin
β,γ-nenasycené N-substituované aminokyseliny lze připravit kondenzacemi boronových kyselin, boronátů nebo boronových esterů s aminy a glyoxalovými kyselinami. Výtěžnosti obvykle bývají mezi 60 a 80  a lze použít velké množství různých polárních i nepolárních rozpouštědel (nejčastější jsou dichlormethan (DCM) a methanol (MeOH). Aminokyseliny bez N-substituentů lze připravit za použití tritylaminu nebo bis-(4-methoxyfenyl)methylaminu a odstraněním chránicí skupiny za přítomnosti kyseliny. Použití vysoce polárních protických rozpouštědel, jako je hexafluorisopropylalkohol (HFIP) může vést ke kratší reakční době i vyšším výtěžkům. Reakce methanolu může být též urychlena pomocí mikrovlnného záření.
Mimo vinylboronových kyselin lze také použít arylboronové kyseliny a heterocyklické deriváty. Substráty zde mohou být například thienylové, pyridylové, furylové, benzofuranylové, 1-naftylové a arylové sloučeniny obsahující substituenty dodávající i odtahující elektrony.
Antiagregans klopidogrel je možné připravit v racemické podobě v dvoukrokovém postupu zahrnujícím Petasisovu reakci. Kysele katalyzovaná esterifikace následovaná vícesložkovou párovací reakcí vede ke vzniku klopidogrelu s celkovou výtěžností 44 %.
Petasisova reakce je vysoce stereoselektivní, jestliže je jako substrát použit chirální amin či aldehyd. Při smíchání některých chirálních aminů, například (S)-2-fenylglycinolu, s α-ketokyselinami a vinylboronovými kyselinami za pokojové teploty vzniká jediný diastereomer allylaminu. Enantiomerní čistoty lze dosáhnout hydrogenací takovéhoto produktu. Při reakci s (S)-2-fenylglycinolem se tvoří (R)-2-fenylglycinol s 76% výtěžností.

### Neobvyklé syntézy karboxylových kyselin
Mimo aminokyseliny lze Petasisovy borono-Mannichovy reakce použít také na přípravu karboxylových kyselin, i když jde o neobvyklý postup. Bylo popsáno využití N-substituovaných indolů jako ekvivalentů aminů. Mechanismus začíná nukleofilním atakem na pozici 3 N-substituovaného indolu na elektrofilní aldehyd, po němž následuje tvorba „átového komplexu“ 1 reakcí boronové kyseliny s karboxylovou kyselinou. Meziprodukt je poté dehydratován a poté dochází k přesunu boronáto-alkylové skupiny za vzniku karboxylové kyseliny. Výtěžnosti se pohybují mezi 40 a 70 %. Je možné použít řadu různých boronových kyselin, použití vinylboronových však popsáno nebylo. Indoly nesubstituované na dusíkových atomech reagují za běžných reakčních podmínek pomalu, což podporuje níže uvedený mechanismus.
Jako náhrady aminových nukleofilů lze v Petasisových reakcích využít též terciární aromatické aminy. Mechanismus je podobný jako u N-substituovaných indolů. Reakce probíhá za tvrdých podmínek (24hodinového refluxu v 1,4-dioxanu), ale výtěžnost karboxylové kyseliny je poměrně dobrá (41 až 54 %), přičemž při použití α-ketokyselin místo kyseliny glyoxalové se nesnižuje.
Podobnou funkci jako terciární aromatické aminy mohou mít rovněž 1,3,5-trioxygenované deriváty benzenu.

### Syntéza derivátů iminodikarboxylových kyselin
Jako dusíkaté nukleofily mohou být aminokyseliny použity na přípravu derivátů iminodikarboxylových kyselin. Při těchto reakcích se obvykle dosahuje vysoké diastereoselektivity a nově vytvořená stereocentra mívají většinou stejné konfigurace jako použité aminokyseliny. Reakce dobře probíhá v polárních rozpouštědlech, jako jsou voda a ethanol. Jako dusíkaté nukleofily lze použít rovněž peptidy, které nemají navázané chránicí skupiny na koncové dusíky. Petasis se svými spolupracovníky připravil inhibitor acetylcholinesterázy enalaprilat.

### Syntéza peptidomimetických heterocyklů
Pomocí diaminů lze PBM reakcemi vytvořit heterocykly o řadě různých struktur, například piperazinony, benzopiperazinony and benzodiazepinony. Do syntézy jsou často zapojeny laktamizační reakce, často v silně kyselém prostředí.

### Syntéza aminoalkoholů
Když se jako substrát při syntéze β-aminoalkoholů použije α-hydroxyaldehyd, vzniká jediný diastereomer. Reakce vytváří výhradně anti-produkty, což bylo potvrzeno 1H NMR spektroskopie. Produkt nepodléhá racemizaci a při zapojení enantiomerně čistých α-hydroxyaldehydů nelze očekávat významný enantiomerní přebytek. Boronová kyselina pravděpodobně nejprve reaguje s chirálním hydroxylem, čímž vznikne nukleofilní alkenylboronát, následně dojde k vnitromolekulární migraci alkenylové skupiny na elektrofilní iminiový uhlík, která způsobí nevratnou tvorbu vazby C-C. Při použití enantiomerně čistých glyceraldehydů vzniká příslušný 3-amino-1,2-diol s 70% výtěžností a více než 99% enantiomerním přebytkem.
Diastereoselektivita se utváří reakcí stabilnější (a reaktivnější) konformace átového komplexu, u něhož je menší 1,3-allylové napětí.
Pomocí dihydroxyacetonu, používaného jako neobvyklý ekvivalent aldehydu, byla Petasisovou reakcí získána základní struktura imunosupresiva FTY720 se 40% výtěžkem. Výsledný produkt se tvoří jednokrokovým odstraněním benzylové skupiny a hydrogenací dvojné vazby C-C.

### Syntéza aminopolyolů a aminosacharidů
Petasis popsal využití nechráněných sacharidů jako karbonylových složek PBM reakcí. Používají se jako ekvivalenty α-hydroxyaldehydů, které již mají vytvořenou chiralitu. Použít se dá velký počet různých sacharidů i dusíkatých nukleofilů (například aminokyselin). Aminopolyolové produkty lze poté zapojit do dalších reakcí a získat z nich aminosacharidy. Petasis použil tuto variantu na přípravu manosaminu z D-arabinózy.

## Využití v enantioselektivní syntéze

### Chirální aminové nukleofily
Jsou-li v Petasisových reakcích použity chirální aminy, tak je stereochemie produktů závislá na chiralitě aminu a dobré diastereoselektivity se dosahuje i bez zapojení objemných chirálních skupin. Chirální benzylaminy, 2-substituované pyrrolidiny a 5-substituované 2-morfolinony vytvářejí dobré diastereomerní přebytky za různých podmínek.

### Chirální N-acyliminiové ionty
Chirální N-acyliminiové reaktanty se obvykle připravují in situ dehydratací cyklických poloaminalů. Mají chirální hydroxylové skupiny v blízkosti iminiových uhlíků; s boronovými kyselinami tyto chirální hydroxyly reagují za vzniku chirálních boronátů s vysokou elektronovou hustotu, poté následuje stranově selektivní mezimolekulární boronáto-vinylový/arylový přenos na iminiový uhlík. Reakce se vyznačuje vysokou diastereoselektivitou, hlavním mechanismem je cis-boronátový arylový/vinylový přenos. Hydroxypyrrolidiny a hydroxy-γ- a δ-laktamy reagují velmi diastereoselektivně, ovšem vyžadují použití vinyl- nebo arylboronových kyselin bohatých na elektrony.
R. A. Batey využil vysokou diastereoselektivitu této reakce k přípravě (±)-6-deoxykastanosperminu v sedmi krocích, s využitím vinylboronového esteru, za celkové výtěžnosti 32 %. Acyklický prekurzor deoxykastanosperminu (A) byl získán kondenzací vinylboronového esteru 1 s hydroxypyrrolidinem chráněným karboxybenzylovou skupinou (Cbz) v PBM reakci, po níž následovala dihydroxylace a ochrana terc-butyldimethylsilylem (TBS). Poté proběhla vnitromolekulární cyklizace přes tvorbu iminu a redukci, po odstranění TBS se vytvořil (±)-6-deoxykastanospermin.

### Katalýza thiomočovinou
Y. Takemoto se svými spolupracovníky popsal enantioselektivní reakci Petasisova typu vedoucí k přeměně chinolinů na odpovídající chirální 1,2-dihydrochinoliny pomocí alkenylboronových kyselin a katalyzátorů tvořených chirálními deriváty thiomočoviny. Výtěžnosti se pohybují od 59 do 78 % a enantioselektivity mezi 82 a 96 %.
Takemoto také pozoroval, že je nezbytné přidání chlormravenčanů jako elektrofilních aktivátorů, bez kterých by reakce neproběhla; katalyzátorem musí být 1,2-aminoalkohol, aby byla dosažena stereoselektivita. Tato zjištění byla vysvětlena tím, že chlormravenčany reagují s chinolinovými atomy dusíku, čímž se tvoří N-acylované chinoliniové meziprodukty B, které jsou dále aktivované elektrofilními chirálními močovinami. 1,2-aminoalkoholy vytváří cheláty s alkenylboronovými kyselinami; tato chelatace řídí stereochemii produktu.

### Chirální bifenoly
Schaus a Lou provedli následující reakci, ve které reagují chirální α-aminokyseliny ve směsích alkenyldiethylboronátů, sekundárních aminů, glyoxalátů a chirálních bifenolů v toluenu:
V této reakci je možné použít velké množství různých funkčních skupin, a to na alkenylboronátech i na sekundárních aminech: elektronová hustota na substrátu nemá vliv na výtěžnost a enantioselektivitu a stericky zatížené substráty (jako jsou dialkylované alkenylboronáty a aminy obsahující α-stereocentra) snižují enantioselektivitu jen málo. Rychlost reakce je v každém případě jiná.
Za popsaných podmínek boronové kyseliny neposkytují žádnou enantioselektivitu a používají se molekulová síta. I když autoři nezdůvodňují jejich použití, tak se předpokládá, že zachytávají vodu a brání rozkladu alkenyldiethylboronátů na příslušné boronové kyseliny. Katalyzátor lze obnovit a znovu použít beze změny výtěžnosti či enantioselektivity.
Později byly propojeny oba postupy (chirální thiomočovinové katalyzátory a chirální bifenoly) s jediným katalyzátorem, tento katalytický systém byl jako první schopen provést enantioselektivní Petasisovu reakci salicylaldehydů, cyklických sekundárních aminů a aryl- nebo alkenylboronových kyselin:
Petasisova reakce byla také použita k rychlému získání multifunkčního základu pro divergentní syntézu. Reaktanty byly laktol kyseliny L-mléčné, aceton, methylester l-fenylalaninu a boronová kyselina. Reakce probíhala v ethanolu za pokojové teploty, vytvořil se anti-1,2-aminoalkohol s diastereomerním přebytkem 9 %.
Nepodařilo se tímto postupem připravit syn-1,2-aminoalkohol. V jiné práci byla popsána příprava
syn-aminoalkoholu níže zobrazenou reakcí, využívající chirální dibrombifenolový katalyzátor:
I když tato reakce vytváří syn-produkt v převaze oproti anti-produktu (v poměru 1,5:1 až 7,5:1), tak je množství využitelných substrátů malé a diastereoselektivita závisí na stereogenních centrech použitých aminů.

## Využití v totálních syntézách
J.-M. Beau připravil dihydropyranové jádro kongenerů zanamiviru spojením PBM reakce a posloupnosti cyklizačních reakcí řízené železitými ionty. Chirální α-hydroxyaldehyd 2, diallylamin a dimethylketalem chráněná boronová kyselina 1 vytvořily acyklický aminoalkohol 3, z něhož poté cyklizací vznikl bicyklický dihydropyran 4. Po selektivním otevírání oxazolinové části cyklu tohoto meziproduktu následovala reakce s vodou nebo trimethylsilylazidem za tvorby produktů se strukturami podobnými zanamiviru.
Skupina vedená C.-H. Wongem připravila kyselinu N-acetylneuraminovou PBM reakcí následovanou [3+2] cykloadicí nitronu. Vinylboronová kyselina reagovala s L-arabinózou 1 a bis(4-methoxyfenyl)methanaminem 2 za vzniku allylaminu 3. Poté následovala dipolární cykloadice, zásaditě katalyzované štěpení vazby N-O a hydrolýza.